# پیاده‌روی (فیلم ۲۰۰۱)
پیاده‌روی (انگلیسی: The Walk) یک فیلم مستند آمریکایی است که در سال ۲۰۰۱ منتشر شد.